# 庫羅爾特內區

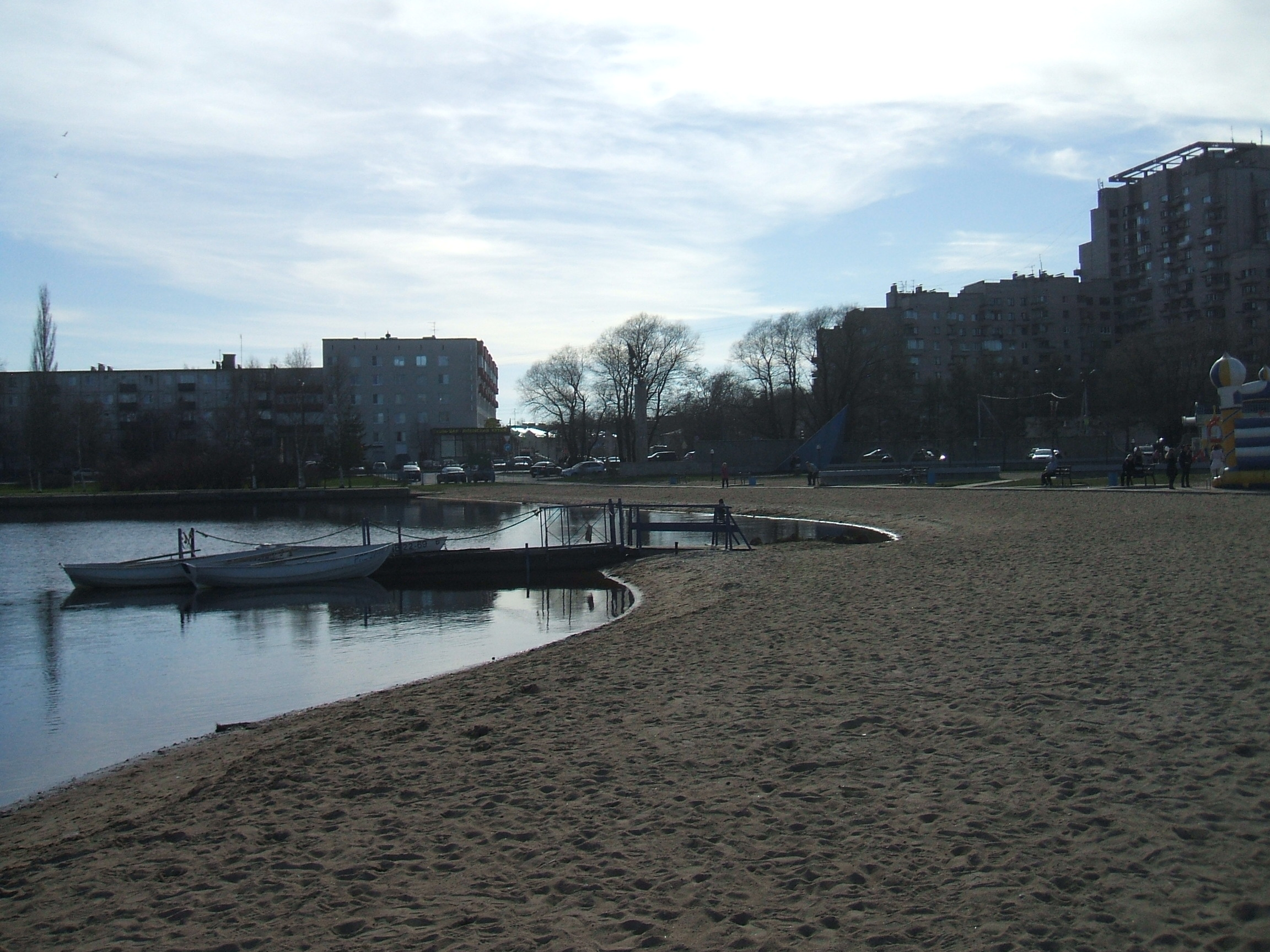

60°10′N 29°55′E / 60.167°N 29.917°E
庫羅爾特內區（羅馬化：Kurortny rayon）是俄羅斯的一個區，位於該國西北部，由聖彼得堡負責管轄，面積267.92平方公里，2010年該區人口70,589，人口密度每平方公里263.47人。